# Нова Казьмерка
Нова Казьмерка (пол. Nowa Kaźmierka) — село в Польщі, у гміні Хоч Плешевського повіту Великопольського воєводства.
Населення — 164 особи (2011).
У 1975-1998 роках село належало до Каліського воєводства.

## Демографія
Демографічна структура станом на 31 березня 2011 року:
|          | Загалом | Допрацездатний вік | Працездатний вік | Постпрацездатний вік |
| -------- | ------- | ------------------ | ---------------- | -------------------- |
| Чоловіки | 75      | 21                 | 49               | 5                    |
| Жінки    | 89      | 18                 | 53               | 18                   |
| Разом    | 164     | 39                 | 102              | 23                   |